# Theresa (villa)
Theresa es una villa situada en el condado de Jefferson, en el estado de Nueva York, Estados Unidos. Tiene una población estimada, a mediados de 2024, de 742 habitantes.

## Geografía
La localidad está ubicada en las coordenadas 44°12′56″N 75°47′45″O / 44.21556, -75.79583 (44.215541, -75.79594).

## Demografía
Según la estimación 2019-2023 de la Oficina del Censo, los ingresos medios de los hogares de la localidad son de $57,738 y los ingresos medios de las familias son de $72,206. Alrededor del 14.2% de la población está por debajo de la línea de pobreza.